# Hydro-Québec
Hydro-Québec é uma empresa estatal provincial de Quebec, Canadá, fundada em 1944. Seu único acionista é o governo do Quebec. A empresa, com sede social em Montreal, é a responsável pela geração de eletricidade, transmissão e pela distribuição de energia elétrica no Quebec.
Com 60 usinas e uma central nuclear, Hydro-Québec constitui o principal produtor de eletricidade no Canadá e o maior produtor mundial de hidroeletricidade. A potência instalada de suas instalações é de 36 810 MW e conta com cerca de 4 milhões de usuários em 2009.
Os grandes desenvolvimentos hidroelétricos levados ininterruptamente durante meio século - as centrais Bersimis, a expansão da central Beauharnois, a central de Carillon, o projeto Manic-Outardes, a central Churchill Falls e o projeto da Baía James - permitiram ao Quebec reduzis sua dependência dos combustíveis fósseis. Em 2006 a eletricidade constituía a principal fonte de energia primária consumida no Quebec e representava 40,4% da matriz energética. Porém, a construção e operação dessas instalações teve conseqüências sobre o meio ambiente.  Tiveram impacto também sobre as populações autóctones que habitam a região norte da província, que contestaram vigorosamente a realização das obras.
Desde sua fundação, a Hydro-Québec tem um papel importante no desenvolvimento econômico do Quebec, pelo tamanho e a freqüência de seus investimentos, pelo desenvolvimento de uma experiência reconhecida, notavelmente no campo da engenharia elétrica, do gerenciamento de projetos de infraestrutura e da distribuição de eletricidade, bem como por sua capacidade de produzir uma grande quantidade de energia a baixo preço.
O aumento nos custos de energia na década de 2000, as baixas taxas de juros e a urgência de um consenso internacional sobre a questão da mudança no clima tiveram um impacto positivo sobre os resultados financeiros da empresa. Entre 2005 e 2009, a empresa pagou dividendos de 10 bilhões de dólares canadenses ao governo do Quebec, garantindo tarifas de energia estáveis e uniformes, que figuram entre as mais baixas da América do Norte